# 1001
| [ Edytuj tabelę ]              |                                                         |
| Książę Polski                  | - 992 Bolesław I Chrobry 1025                           |
| Król Angkoru                   | - 968 Dżajawarman V 1001 - 1001 Udajaditjawarman I 1002 |
| Król Anglii                    | - 978 Ethelred II Bezradny 1016                         |
| Hrabia Aragonii i król Nawarry | - 1000 Sancho III Wielki 1035                           |
| Hrabia Barcelony               | - 992 Rajmund Borrell 1017                              |
| Książę Bawarii                 | - 995 Henryk IV 1005                                    |
| Książę Burgundii               | - 965 Odo-Henryk 1002                                   |
| Cesarz Bizancjum               | - 976 Bazyli II Bułgarobójca 1025                       |
| Car Bułgarii                   | - 976 Samuel Komitopul 1014                             |
| Cesarz Chin                    | - 997 Song Zhenzong 1022                                |
| Książę Czech                   | - 999 Bolesław III Rudy 1002                            |
| Król Danii                     | - 987 Swen Widłobrody 1014                              |
| Władca Egiptu                  | - 996 Al-Hakim bi-Amr Allah 1021                        |
| Król Francji                   | - 996 Robert II Pobożny 1031                            |
| Król Gruzji                    | - 961 Dawid III 1001 - 1001 Bagrat III 1014             |
| Hrabia Holandii                | - 993 Dirk III 1039                                     |
| Cesarz Japonii                 | - 986 Ichijō 1011                                       |
| Kalif                          | - 991 Al-Kadir 1031                                     |
| Hrabia Kastylii                | - 995 Sancho I Garcia 1017                              |
| Król Kastylii                  | - 1000 Sancho III 1035                                  |
| Wielki książę Kijowa           | - 978 Włodzimierz I Wielki 1015                         |
| Patriarcha Konstantynopola     | - 999 Sergiusz II 1019                                  |
| Władca Korei                   | - 997 Mokjong 1009                                      |
| Król Leónu                     | - 999 Alfons V 1028                                     |
| Król Norwegii                  | - 999 Swen Widłobrody 1015                              |
| Hrabia Palatynatu              | - 994 Ezzon 1034                                        |
| Papież                         | - 999 Sylwester II 1003                                 |
| Hrabia Portugalii              | - 999 Mendo II 1008                                     |
| Cesarz rzymski (niemiecki)     | - 996 Otton III 1002                                    |
| Książę Saksonii                | - 973 Bernard I 1011                                    |
| Król Szkocji                   | - 997 Kenneth III 1005                                  |
| Król Szwecji                   | - 995 Olof Skötkonung 1022                              |
| Doża Wenecji                   | - 991 Pietro II Oseolo 1009                             |
| Król Węgier                    | - 1000 Stefan I Święty 1038                             |
| Cesarz Wietnamu                | - 980 Lê Hoàn 1005                                      |

Rok 1001 / MI
stulecia: X wiek ~
XI wiek ~
XII wiek

lata: 991 «
996 «
997 «
998 «
999 «
1000 «
1001
» 1002
» 1003
» 1004
» 1005
» 1006
» 1011

## Wydarzenia w Polsce
- Ufundowanie w Międzyrzeczu pierwszego w Polsce eremu benedyktynów. Na prośbę Bolesława Chrobrego i Ottona III do nowego klasztoru przybyli zakonnicy z Włoch: Benedykt z Benewentu i Jan z Wenecji oraz Barnaba, a następnie inni (Pięciu Braci Męczenników).
- Zajęcie przez Bolesława Chrobrego Spisza i większości ziem słowackich.
- Włodzimierz Wielki ustanowił w Chełmie biskupstwo obrządku wschodniego w celu umocnienia chrześcijaństwa wschodniego i wpływów ruskich na terenie zajętych w 981 r. Grodów Czerwieńskich.
- Konsekracja pierwszej katedry wawelskiej w Krakowie.
- Księstwo Nitrzańskie weszło w skład państwa polskiego (do roku 1030).

## Wydarzenia na świecie
- 6 lutego – Po poprowadzeniu buntu przeciwko Cesarzowi Ottonowi III i wypędzeniu Krescencjuszy, Grzegorz I, Hrabia Tusculum został nazwany "Głową Republiki".
- 31 lipca – Cesarz Otton III potwierdził posiadłości Ulryka Manfreda II z Turynu i nadał mu przywileje.
- lipiec – Sergiusz II został Patriarchą Konstantynopola.
- Powrót wyprawy wikingów Leifa Erikssona z Winlandii (Ameryka Północna) do Grenlandii.
- Briaczysław Iziasławicz został księciem połockim.
- Powstanie arcybskupstwa w Ostrzyhomiu.
- Koronacja Stefana Świętego.
- Bizantyński Cesarz Bazyli II Bułgarobójca podjął próbę odbicia Bułgarii.
- Robert II Pobożny, Król Francji, ożenił się po raz trzeci – z Constance Taillefer d'Arles.
- Otton III otworzył kryptę Karola  Wielkiego w Katedrze w Akwizgranie.
- Pierwsza bitwa pod Alton: Duńscy najeźdźcy pokonali Anglików.
- Bitwa pod Pinhoe: Wikingowie pokonali Anglosasów w Devon.
- Werner I objął rządy nad arcybiskupstwem Strasburga.
- Ermengol I z Cordoby odbywa swoją drugą podróż do Rzymu.
- Þorgeir Ljósvetningagoði Þorkelsson przestał być głosicielem praw (Lögsögumaður)) w Islandzkim Althing.
- Ælfgar, biskup Elmham, został konsekrowany.
- Æthelred został biskupem Kornwalii, ale wkrótce potem umarł.
- w Katalonii założono miasto Lloret de Mar.
- Pierwsza wzmianka o ukraińskim mieście Chocim[1] a także o Węgierskiej wsi Nyalka nazwanej wówczas Chimudi.
- Brian Śmiały zaatakował Ui Neill w Irlandii.

## Urodzili się
- 15 sierpnia – Duncan I, król Szkocji (zm. 1040)
- 8 listopada – Al-Ka’im, dwudziesty szósty kalif dynastii Abbasydów
- data dzienna nieznana:
  - Ingegerda, w Cerkwi prawosławnej czczona jako święta Anna Nowogrodzka (data przybliżona) (zm. 1050 lub 1051)
  - Nicefor III Botaniates, cesarz bizantyjski (data przybliżona) (zm. 1081 lub 1082)

## Zmarli
- 13 listopada lub 14 listopada – Gerberga II, księżniczka z dynastii Ludolfingów, opatka klasztoru w Gandersheim (ur. ok. 940)
- data dzienna nieznana:
  - Iziasław Włodzimierzowicz – kniaź połocki w latach 986-1001 (ur. ?)
  - Hrotsvitha – niemiecka mniszka, poetka pisząca po łacinie (ur. ok. 935)